# تاریخ یهودیان در کرواسی

موقعیت کرواسی (سبز تیره) در اروپا

تاریخ یهودیان در کرواسی دست کم به سده ۳ میلادی بازمی‌گردد، اگرچه از سده ۱۰ تا ۱۵ کمی از این جامعه بسیار کم می‌دانیم  با وقوع جنگ جهانی دوم، جمعیت آنها تقریباً ۲۰٬۰۰۰ تن بود که بیشتر آنها در زمان هولوکاست که در قلمرو دولت دست‌‎نشانده نازی بنام دولت مستقل کرواسی اتفاق افتاد، به قتل رسیدند. پس از جنگ جهانی دوم، نیمی از بازماندگان تصمیم به اسکان در اسرائیل گرفتند، در حالی که تخمین زده می‌شود ۲۵۰۰ تن همچنان در کرواسی زندگی می‌کنند. براساس سرشماری سال ۲۰۱۱، ۵۰۹ کلیمی در کرواسی زندگی می‌کردند، اما چنین پنداشته می‌شود که این تعداد کسانی که از ازدواج‌های مختلط یا باغیر یهودیان متولد شده‌اند، را در شمار نیاورده است. بیش از ۸۰ درصد جامعه یهودیان زاگرب در این دو دسته قرار می‌گیرند.
امروزه، کرواسی دارای هشت کنیسه و سازمان‌های وابسته است که در زاگرب، رییکا، اوسییک، اسپلیت، دوبرونیک، چاکوتس، دارورار، اسلاونسکی برود واقع شده‌است. از این میان، اجتماع زاگرب بزرگترین و فعال‌ترین آنهاست که درآن برنامه‌هایی مانند جشنواره سالانه فیلم یهودی زاگرب به منظور ترویج فرهنگ و هویت یهودیان برگزار می‌شود.

## تاریخ جامعه

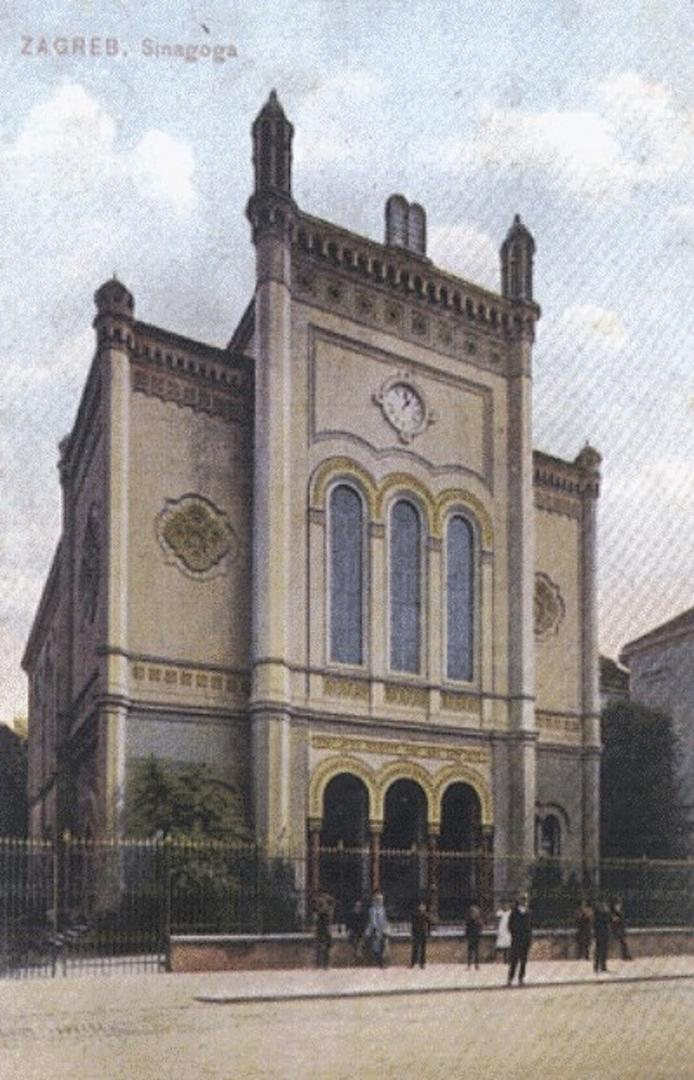
این مکان کنیسه زاگرب است

### اجتماع اولیه
بازرگانان یهودی ابتدا به کرواسی در سده‌های نخست عصر حاضر وارد شدند، هنگامی که قانون روم اجازه حرکت آزاد در سراسر امپراتوری را صادر کرد. کاوش‌های باستان‌شناسی در اوزسییک یک کنیسه را نشان می‌دهد که مربوط به قرن ۳ میلادی است، و یک کاوش در سولین ، قبرهای یهودی را از همان دوره کشف کرده‌است. جامعه یهودی در اسپلیت نیز کشف شد که در قرن ۳ نیز ظهور کرده‌است. در قرن هفتم، یهودیان پس از غلبه بر سالونت پایتخت دالماتی‌ها توسط آوارها، به کاخ دیوکلتیان پناه بردند. در قرن شانزدهم کنیسه ای به دیوار غربی کاخ ساخته شد و فرزندان پناهندگان سالونا هنوز در این منطقه سکونت دارند.